# سولفید یوروپیم (II)
سولفید یوروپیم(II) (به انگلیسی: Europium(II) sulfide) با فرمول شیمیایی EuS یک ترکیب شیمیایی با شناسه پاب‌کم ۸۲۸۰۹ است. که جرم مولی آن 184.03 g/mol می‌باشد. شکل ظاهری این ترکیب، پودر سیاه است.